# Hugo Urban-Emmerich

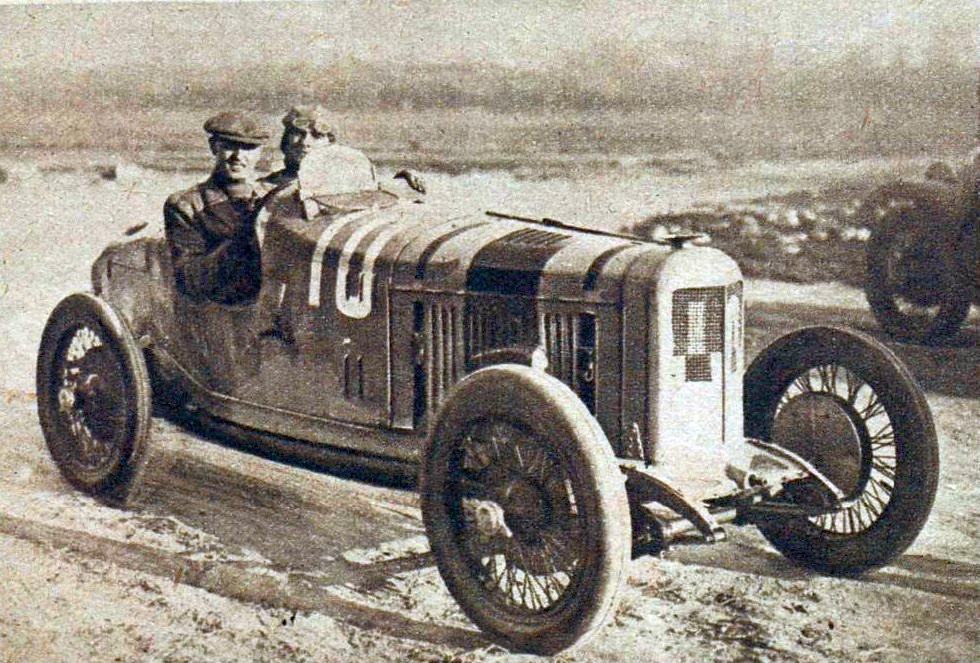
Ein Talbot 70, hier mit Henry Segrave am Steuer (1925)

Hugo E. Urban-Emmerich (* 28. Juli 1887 in Prag; † 18. September 1939 ebenda) war ein tschechoslowakischer Unternehmer und Automobilrennfahrer.

## Werdegang

### Familie
Hugo Urban-Emmerich war Eigentümer einer Papierfabrik in Prag. Er war der Sohn von Hugo Urban (1856–1914), u. a. Verwaltungsrat der Skodawerke A.-G. und der Austro-Daimler-Motoren A.-G. und Anna Urban, geborene Emmrich (1867–1934), auf deren Vater Albert Emmerich (1841–1894) die Papierfabrik zurückging. Er war mit Ali Urban-Emmerich und später mit Thea „Thecla“ Urban-Emmerich, geborene von Morawitz (1891–1925), Tochter des österreichischen Bankiers und Finanzfachmanns Karl von Morawitz (1846–1914), verheiratet. Aus seiner zweiten Ehe stammten die Söhne Hannes Edgar (1917–1943), der als Mitglied der Royal Air Force als im Rang eines Flying Officers als Schütze an Bord einer Wellington Mk Ic im Zweiten Weltkrieg fiel, und Hugo Karl. Sein Schwager aus zweiter Ehe Edgar Morawitz (1893–1945) war vor dem Zweiten Weltkrieg ebenfalls als Rennfahrer aktiv.

### Rennfahrerlaufbahn
Hugo Urban-Emmerich war als Herrenfahrer zwischen 1925 und 1932 im Automobilsport aktiv. In seiner Laufbahn gewann er auf Austro-Daimler, OM, Bugatti, Talbot und MG zahlreiche Bergrennen. Außerdem nahm er auf Voiturettes bzw. Cyclecars an mehreren europäischen Grand-Prix-Rennen teil.
Zwischen 1926 und 1932 nahm Hugo Urban-Emmerich am Großen Preis von Deutschland auf dem Nürburgring teil. Er setzte stets als Privatfahrer einen Talbot 70 sowie einen MG Midget Type C ein. Sein bestes Resultat dabei war Rang fünf 1927 hinter dem Mercedes-Werksteam mit Otto Merz, Christian Werner und Willy Walb sowie Eliška Junková auf Bugatti.
Beim Großen Preis von Deutschland 1928 gab er an der Box auf, um Eliška Junková über den tödlichen Unfall ihres Ehemannes Čeněk Junek zu informieren. Urban-Emmerich und Junek waren enge Freunde.